# Пития (съпруга на Аристотел)
Пития (на старогръцки: Πυθιάς, Pūthias, Pythias) е съпруга на древногръцкия философ Аристотел.
Тя е родена вероятно през 381 пр.н.е. и умира в Атина след 326 пр.н.е. и е племенница (или дъщеря) на евнуха Хермий († 342 пр.н.е.), тиран на Атарней в Мала Азия от ок. 350 пр.н.е. От 347 до 345 пр.н.е. Аристотел живее като гост при Хермий в Атарней и след неговата смърт се жени за Пития. Той основава в Атарней своето първо философско училище.
Двамата имат дъщеря, която се казва също Пития, която се омъжва за Никанор, син на Аримнеста, по-голямата сестра на Аристотел, втори път за
Прокъл от Спарта и трети път за лекара Метродор.
Не е ясно дали Пития е майка и на Никомах или той е син на конкубината му Херпилис.
В завещанието си Аристотел желае да бъде погребан до първата си съпруга Пития.